# 골수세포

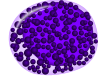
호염기성

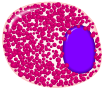
호산성

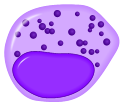
호중성

골수세포(myelocyte) 또는 뼈속질세포 또는 골수구는 골수에서 정상적으로 발생하는 과립구 계열의 젊은 세포이다. 특정 질병으로 인해 순환하는 혈액에서 발견될 수 있다.

## 구조
일반적인 염료로 염색하면 세포질은 분명한 호염기성으로 나타난다. 크기는 골수구가 더 작지만 세포질의 양은 골수모세포나 전골수구보다 상대적으로 더 풍부하다.
더 성숙한 형태의 골수구에는 수많은 세포질 과립이 존재한다. 이런 특수과립 중 호중성이나 호산성 과립은 과산화효소 양성이지만 호염기성 과립은 음성으로 나타난다.
핵 염색질은 전골수구에서 관찰되는 것보다 더 거칠지만 비교적 희미하게 염색되며 막이 잘 경계지어지지 않는다.
핵은 윤곽이 들쑥날쑥하지 않고 상당히 규칙적이며 수많은 세포질 과립 아래에 묻혀 있는 것으로 보인다. 핵이 들쭉날쭉한 경우 후골수구일 가능성이 높다.

## 발달
전골수구 ->골수구 -> 후골수구

## 추가 이미지

혈액생성

## 같이 보기
- 골수성 조직